# チュニジアサッカー連盟
チュニジアサッカー連盟（チュニジアサッカーれんめい、アラビア語: الجامعة التونسية لكرة القدم, 英語: Tunisian Football Federation, フランス語: Fédération Tunisienne de Football, 略称: FTF）は、チュニジアにおけるサッカー運営団体。国内サッカーリーグであるチュニジア・リーグの主催や、サッカーチュニジア代表などの組織を行っている。
これまでに代表チームはアラブカップ1963をはじめ、アフリカネイションズカップ2004やキリンカップサッカー2022などで優勝を果たしている。